# Kostadin Gadžalov
Kostadin Veselinov Gadžalov (in bulgaro Костадин Веселинов Гаджалов?, traslitterazione anglosassone: Kostadin Gadzhalov; Rudozem, 20 giugno 1989) è un ex calciatore bulgaro, di ruolo difensore.

## Carriera

### Club
Dopo aver giocato con il Botev Plovdiv, nel 2010 si trasferisce all'altra squadra della città, il Lokomotiv Plovdiv.

### Nazionale
Ha giocato nella nazionale bulgara Under-21.